# Sznurowadło

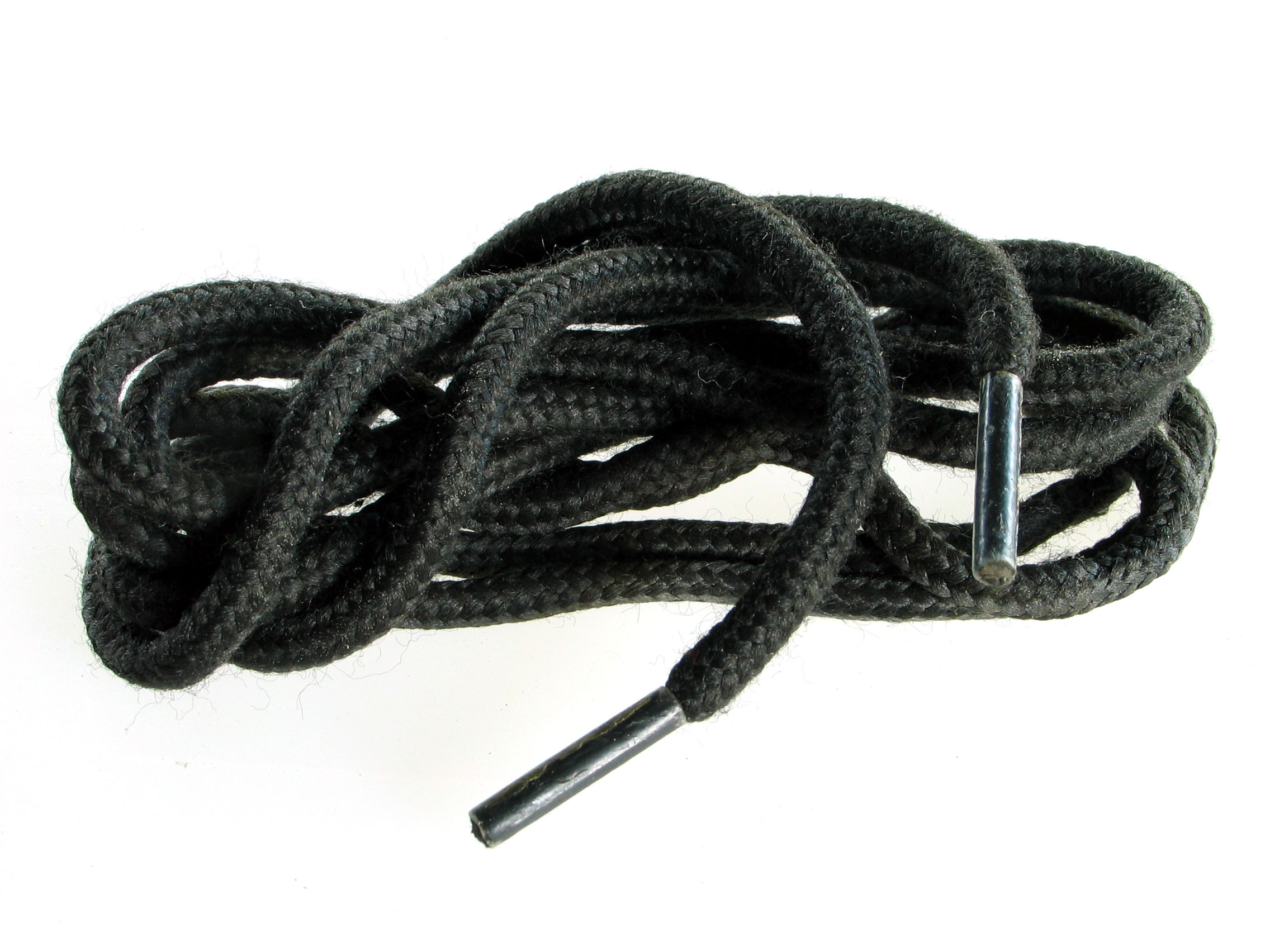
Sznurowadło

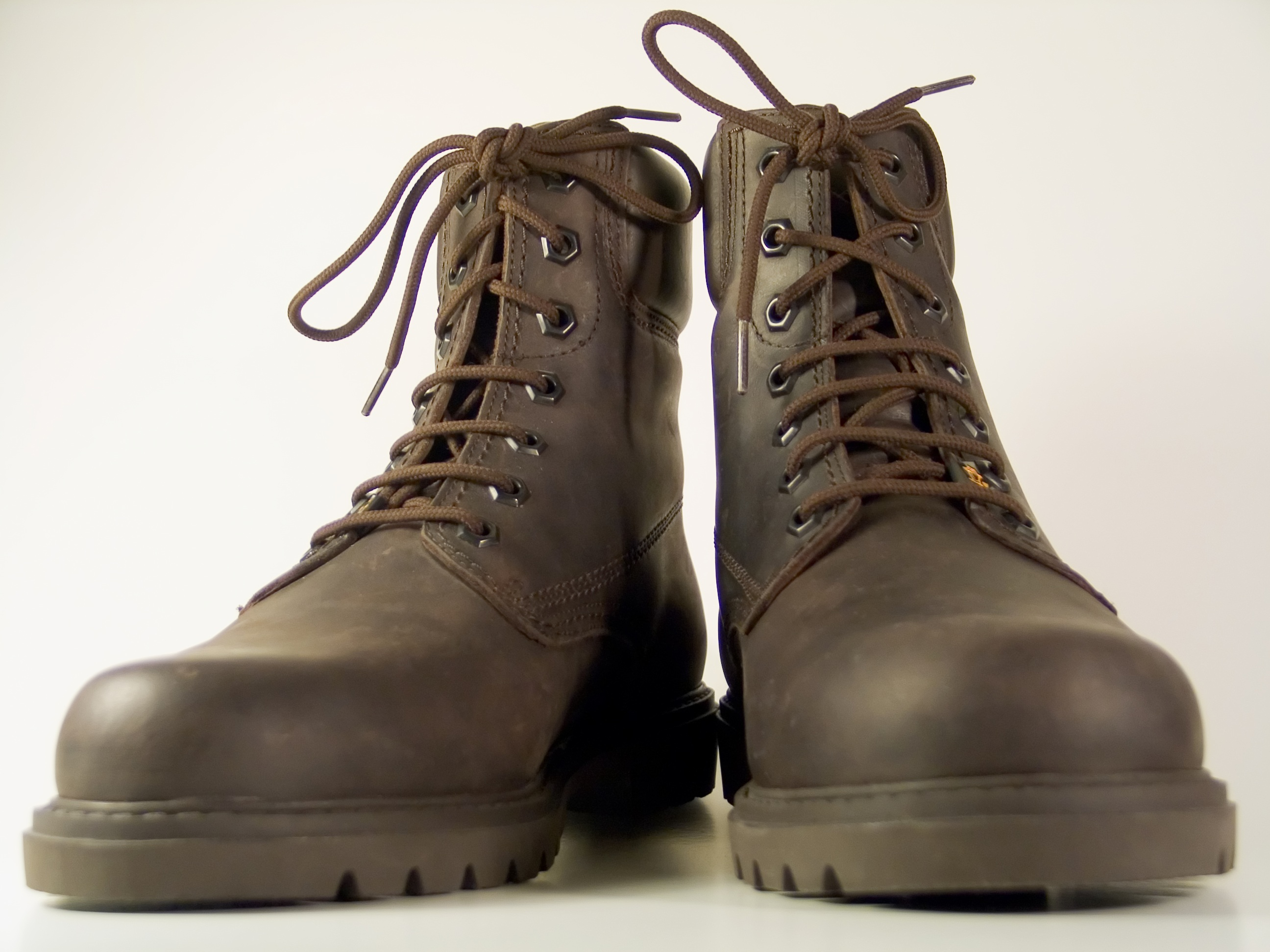
Buty z zawiązanymi sznurowadłami

Sznurowadło (sznurówka) – cienki sznurek używany do wiązania ze sobą obłożyn buta (uniemożliwiając jego spadanie ze stopy) lub do wiązania gorsetu.
Sznurowadła płaskie lub okrągłe plecione są głównie z bawełny lub poliestru, różnej długości i grubości. 
Końcówka sznurowadła to metalowa lub wykonana z tworzywa sztucznego skuwka sznurowadła lub aglet. Samo sznurowanie polega na łączeniu dwóch brzegów (lub ich zbliżenie) poprzez przewlekanie sznurka przez dziurki lub haczyki

## Historia
Umocowywanie obuwia przy pomocy sznurków znane było już 2 tysiące lat p.n.e. w Mezopotamii, gdzie noszono skórzane sandały przywiązywane do kostki przy pomocy rzemieni. Podobne obuwie występowało też w Starożytnej Grecji i Rzymie. W średniowiecznej Europie popularniejsze od sznurków czy rzemieni były wstążki, sprzączki, ozdobne klamry, później buty były także wsuwane, spinane lub zapinane na guzik.

Współczesne sznurowadła opatentował w 1790 roku angielski wynalazca Harvey Kennedy. W 1840 roku pojawiły się buty z dziurkami wzmocnionymi metalowymi pierścieniami, co w połączeniu ze skuwkami znacznie ułatwiło przewlekanie sznurówek.
Sznurowadła nie cieszyły się większą popularnością aż do XX wieku.